# Туллия д’Арагона
Туллия д’Арагона (итал. Tullia d'Aragona; ок. 1510, Рим — 1556, Рим) — итальянская писательница, хозяйка литературного салона, знаменитая куртизанка XVI века, прославившаяся также как поэтесса и философ.

## Биография

### Детство
Туллия родилась в Риме около 1510 года. Её мать также была куртизанкой по имени Джулия Кампана Феррарезе (Giulia Ferrarese), и имела славу «самой знаменитой красавицы её эпохи». Личность отца девочки неизвестна, по документам им был Констанцо Пальмьери д’Арагона, о котором больше ничего не известно, а сама Джулия утверждала, что им был кардинал Луиджи Арагонский, архиепископ Палермо, в свою очередь, побочный внук короля Фернандо I Неаполитанского. С помощью кардинала Туллия получила образование, которое давалось обычно мальчикам. Способности вундеркинда поражали гостей её матери.
Романтическая легенда гласит, что Туллия была вынуждена обратиться к карьере куртизанки после смерти отца-кардинала. Тем не менее, о его кончине впервые упоминается в документах 1558 года, когда Туллия уже давно работала на этом поприще.

### Римский период
Биография Туллии полна нерешаемых проблем: не всегда известно, где именно, и в какие годы она проживала. Тем не менее, примерная картина оказывается следующей:
После 1519  Туллия провела 7 лет в Сиене. Затем в 1526  она возвращается в Рим. Войдя в мир продажной любви в возрасте 18 лет, она стала позиционировать себя как «интеллектуальную куртизанку» и быстро, за 3-4 года оказалась в элите. Это свидетельствует не только о её навыках развлечения клиентов, но и о присущем ей чутье к настроениям эпохи, благодаря которым она отказалась от роскоши ради показной простоты.
Её часто видели в обществе поэтов, например Спероне Сперони (который воспел её в своих «Диалогах о любви»). Имеющиеся данные свидетельствуют о том, что Туллия была легка на подъём: она присутствовала в Болонье 1529, когда там происходили переговоры между папой Климентом VII и императором Карлом V после разорения имперскими войсками «вечного города».
В 1531  она, по некоторым сведениям пленила Филиппо Строцци, флорентийского банкира, прославившегося тем, что уничтожил самую красивую куртизанку Италии — Камиллу Пизана. Тем не менее, он влюбился в Туллию настолько, что стал делиться с ней государственными секретами и ему пришлось срочно уехать. Другим возлюбленным Туллии был Эмилио Орсини, который основал «Общество Туллии», состоявшее из 6 кавалеров, поклявшихся защищать её доброе имя.
Также указывается, что в 1531 году после оскорбительного скандала Туллия вместе с матерью была вынуждена переехать из Рима в Адрию на берега реки По, а затем в Феррару.
Любопытно, что славе Туллии и её успеху в качестве самой знаменитой куртизанки Ренессанса не помешало то, что её внешность совсем не соответствовала идеалу красоты того периода — Туллия не была миниатюрной, аппетитной блондинкой. Высокая, худощавая, с большими тонкими губами и крючкообразным носом — по-видимому, она преодолевала стереотипы мышления своим интеллектом и остроумием: в неё влюблялись власть имущие и поэты, а широкая общественность относилась к ней как к знаменитости. Манера говорить у Туллии была чрезвычайно обаятельной, голос обладал приятным тембром, а также она прекрасно играла на лютне.

### Венецианский и флорентийский периоды

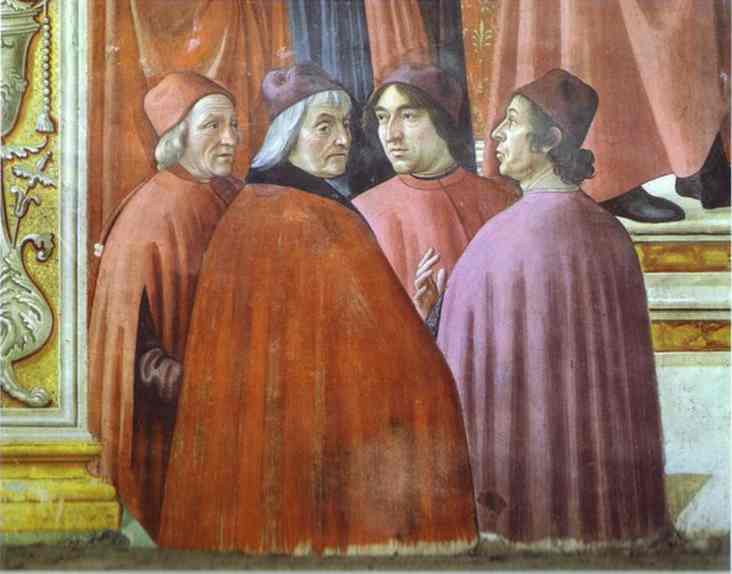
Доменико Гирландайо, Марсилио Фичино (крайний слева) на фреске Благовестие Захарии, Санта Мария Новелла, Флоренция

В возрасте 30 лет Туллия переехала в Венецию, город, полный конкуренток по профессии — в это время там проживало около 11 тыс. куртизанок. Тем не менее, она и там заняла высшую ступеньку, покорив, в числе прочих, лучшего поэта города — Бернардо Тассо. Также она навестила этот город в 1535 году.
Судя по переписке Баттиста Стамбеллино с Изабеллой д’Эсте, в 1537 Туллия проживала в Ферраре, на родине своей матери. Этот город, столица культуры и искусств, оказался тем местом, где Туллия смогла развернуться. Она завоевала Феррару экстравагантностью, певческим талантом и остроумными разговорами. Два литературных гиганта того периода, Джироламо Муцио (который посвятил ей «Трактат о браке») и Эрколе Бентиволио, отдали ей своё сердце. Муцио написал в честь куртизанки 5 эклог, именуя её в честь музы «Талией», а Бентиволио дошёл до того, что вырезал имя Туллии на каждом дереве вдоль реки По. На несколько лет Муцио стал её любовником, редактором, а также надолго остался другом. Когда 4 года спустя Туллия уехала из Феррары, по этой причине покончил с собой как минимум один человек.

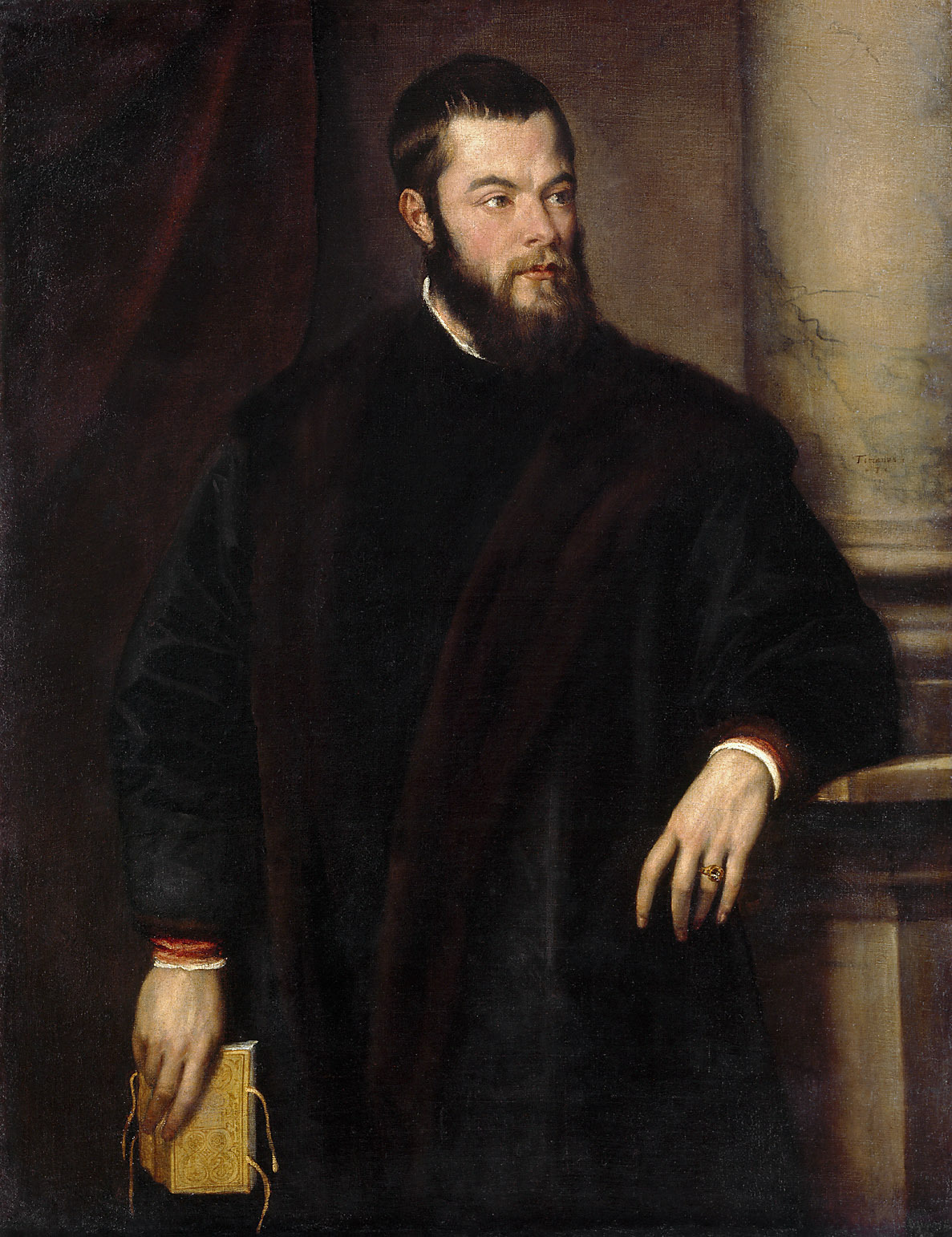
Тициан. Портрет Бенедетто Варки

В 1535  она родила дочь, Пенелопу д’Арагон (c которой, видимо, и обосновалась в Ферраре), тем не менее, в её семье утверждали, что Пенелопа - её младшая сестра. Также Туллия была матерью сына Челио, чьим отцом был Сильвестро Гвиккарди. За Гвиккарди, уроженца Феррары, она вышла замуж в Сиене в 1543, что позволило ей обойти суровые законы, мешающие её комфортной жизни и определявшие выбор одежды и места жительства для незамужних «девиц». Гвиккарди быстро исчез из её жизни.  Единственным свидетельством их отношений является злобный комментарий Аньоло Фиренцуолы, который утверждал, что Туллия позволила своему мужу умереть от голода.
В 1541 году властям на неё поступил донос, что де факто она является куртизанкой, однако не соблюдает установленных для них правил; процесс был решен в её пользу.
В конце 1545 или начале 1546 года Туллия, покинув Сиену (вероятно, одновременно с изгнанием оттуда испанцев), прибыла во Флоренцию, где стала близка ко двору Козимо I Медичи, великого герцога Тосканского, несмотря на то, что по приказу герцога был убит её прежний любовник Филиппо Строцци.  К концу 1546 года она жила на вилле недалеко от Флоренции, недалеко от реки Менсола.
Двор Медичи был именно тем местом, где поощрялось возрождение неоплатонизма, что в особенности видно в работах Марсилио Фичино, который также писал о природе плотского желания и любви с подобной точки зрения.  Эти темы бвли близки Туллии. В этом же году вышло прекрасно изданное собрание стихотворений Туллии, которое она посвятила герцогине Элеоноре Толедской.
Туллия осуществила успешную кампанию, которая обезопасила её жизненный стиль: её мишенью оказался интеллектуальный король Флоренции Бенедетто Варки, которого она стала бомбардировать льстивыми сонетами, пока он не сдался. Вскоре за ним последовала остальная интеллектуальная элита. Туллия превратила свой дом в философскую академию для cognoscenti и продолжала восприниматься как серьёзный писатель. В эти годы она написала «Диалоги о бесконечности любви» (1547), которые являются неоплатоническим суждением о женской сексуальности и эмоциональности в рамках изменения концепции романтической любви. «Диалоги» построены как беседа между ней и Бенедетто Варки о природе любви.
Благодаря заступничеству Варки, дошедшему до Элеоноры Толедской (с помощью её племянника Педро де Толедо) и затем к Козимо Медичи, Туллия была оправдана после нового доноса 1547 года о несоблюдении закона о роскоши. Она получила право не соблюдать предписание куртизанкам, запрещавшее им «носить драгоценности и шелковые платья», а также предписывающее «носить головной убор с жёлтой полосой, свидетельствующий о её профессии». Туллия получила от Козимо официальный статус «поэтессы».
Вас и меня природа (иль Создатель) сотворили

По мерке сходной, очень старой; и материя одна.

Так в чем причина, что мне гордость с честью не дана,

И мыслить дар – коль Вас, Манелли, ими наделили?

Духовно я весьма проста, Вы как-то говорили,

На людях не осмелюсь петь, настолько смущена,

Вы знаете – отвага во мне страхом сожжена,

Ведь никогда мне с Вашим не сравняться стилем?

Нет, Пьетро, точно знаю, не сумеете поверить:

Я в точности как Вы тружусь, чтоб к небесам взлететь

Душой; а именем – внизу добиться славы вечной.

И коль судьба не будет злой – мечтаний не развеет,

То прежде чем наступит час покинуть тела клеть,

Увижу утоленье своей жажды вековечной.
Печать её поэтических трудов, видимо, связана именно с легимитизацией этого статуса.
В эти же годы Туллия написала серию сонетов, которые воспевали достоинства выдающихся флорентийцев того времени, а также выдающихся литераторов. Кроме того, её творчеству свойственна и другая тематика.
После этого 38-летняя Туллия вернулась в Рим (1548), по причинам, которые остаются непонятными. 1 февраля 1547 года там умирает Пенелопа, а вскоре после этого Джулия.
Начиная с этого времени о её жизни известно немного. Инквизиция и ужесточившиеся консервативные нравы изолировали её от литературного круга, привычного Туллии, возможно, в Риме она не нашла друзей, подобных тем, которые были у неё во Флоренции.
Её последняя известная работа, видимо, написанная именно в эти годы, «Il Meschino», представляет собой эпическую поэму об испытаниях юноши Джиаррино, который был взят в рабство и совершил путешествие по Европе, Азии, Африке, Чистилищу и Аду в поисках потерянных родителей (обратный перевод с испанского поэмы, итальянский оригинал которой был  создан Андреа да Барберино веком ранее, однако это было неизвестно Туллии). Опубликована посмертно. В предисловии к «Il Meschino» Туллия яростно защищает право женщин на обучение. Тем не менее, сейчас предполагается, что книга была приписана ей посмертно — из-за  низкого технического качества стихов, отличающегося от её основного корпуса.
Туллия скончалась в 1556, похоронена в церкви Сант-Агостино, рядом с матерью и дочерью.
Во время второй волны феминизма в 1970-х и 1980-х творческие и академические произведения Туллии нашли новых ценителей.

## Сочинения
- Rime della Signora Tullia d’Aragona et di diversi a lei. 1547 (Стихи синьоры Туллии д’Арагона и других поэтов, посвящённые ей) — сборник из 130 стихотворений, 56 из которых написаны самой Туллией, а остальные — ей обожателями.
- Dialogo dell’infinit à d’amore, 1547 («О бесконечности любви»).
- Il Meschino, altramente detto il Guerrino, patto in ottava rima, изд. 1560. Поэма в 36 песнях

## В литературе
Туллия часто упоминается в произведениях современников:
- Спероне Сперони написал «Dialogo di amore», местом действия которого являлся салон Туллии, и сама она являлась одной из собеседниц.
- Упоминается Якобо Нарди в предисловии к переводу «De oratorio» Марка Туллия Цицерона — как «единственная наследница эклог Туллия» (игра слов).
- Пьетро Аретино, который не любил Туллию, вывел некоторые её черты, как считается, в персонаже по имени Пиппа в «Ragionamenti», а также использовал её образ для памфлета «La Tariffa delle puttane dei Venetia».